# Alchemilla semiserrata
Alchemilla semiserrata é uma espécie de rosácea do gênero Alchemilla, pertencente à família Rosaceae.